# Bahnhof Düsseldorf-Rath
Der Bahnhof Düsseldorf-Rath befindet sich etwa 8 Kilometer nordöstlich des Düsseldorfer Hauptbahnhofes im Düsseldorfer Stadtteil Rath. Er liegt an der Ruhrtalbahn sowie der Bahnstrecke Mülheim-Speldorf–Troisdorf.
Am Bahnhof Düsseldorf-Rath befindet sich darüber hinaus Haltestelle einer Stadtbahnlinie, einer Straßenbahnlinie und zweier Buslinien.

## Lage und Betriebsanlagen
Der Bahnhof liegt im Nordosten des Düsseldorfer Stadtteils Rath, westlich der Oberrather Straße.
Der Bahnhof besaß zwei Seitenbahnsteige mit Zugängen von der Westfalenstraße. Im Zuge der Erhöhung der Bahnsteige von 76 auf 96 Zentimeter im Sommer 2012 wurde einer dieser Seitenbahnsteige aufgelassen und der andere zu einem Mittelbahnsteig mit barrierefreiem Zugang von der Unterführung umgebaut.
Das Empfangsgebäude von 1874 steht nicht mehr. In den 1950er Jahren wurde ein schlichtes einstöckiges Gebäude errichtet, das inzwischen privat genutzt wird.
Die Gütergleise des Bahnhofs Düsseldorf-Rath werden zur Bereitstellung von Güterzügen mit Röhren aus dem benachbarten Vallourec-Werk benutzt. Auch werden hier häufig Bauzüge abgestellt.

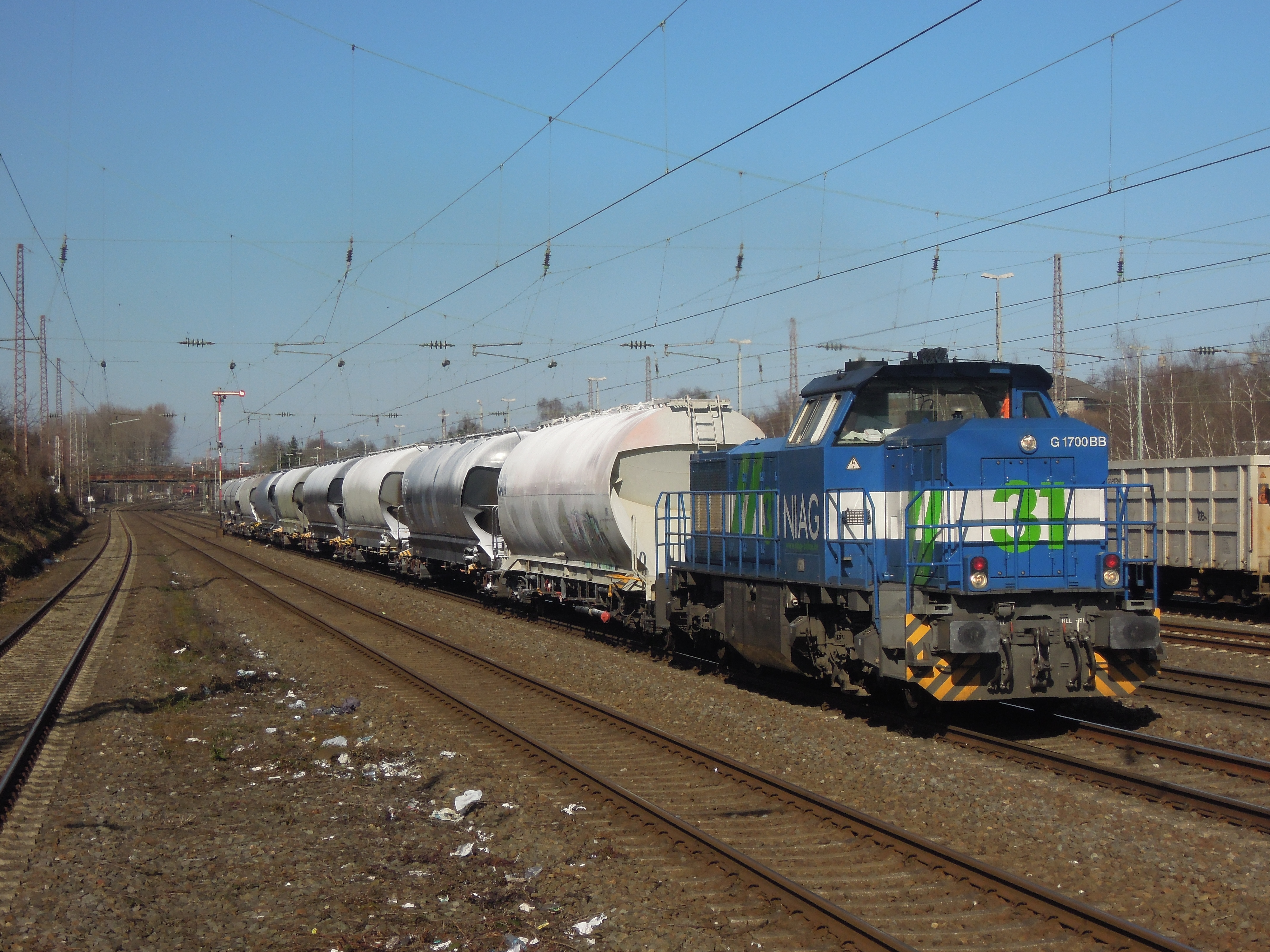
Einer der zahlreichen täglichen Güterzüge
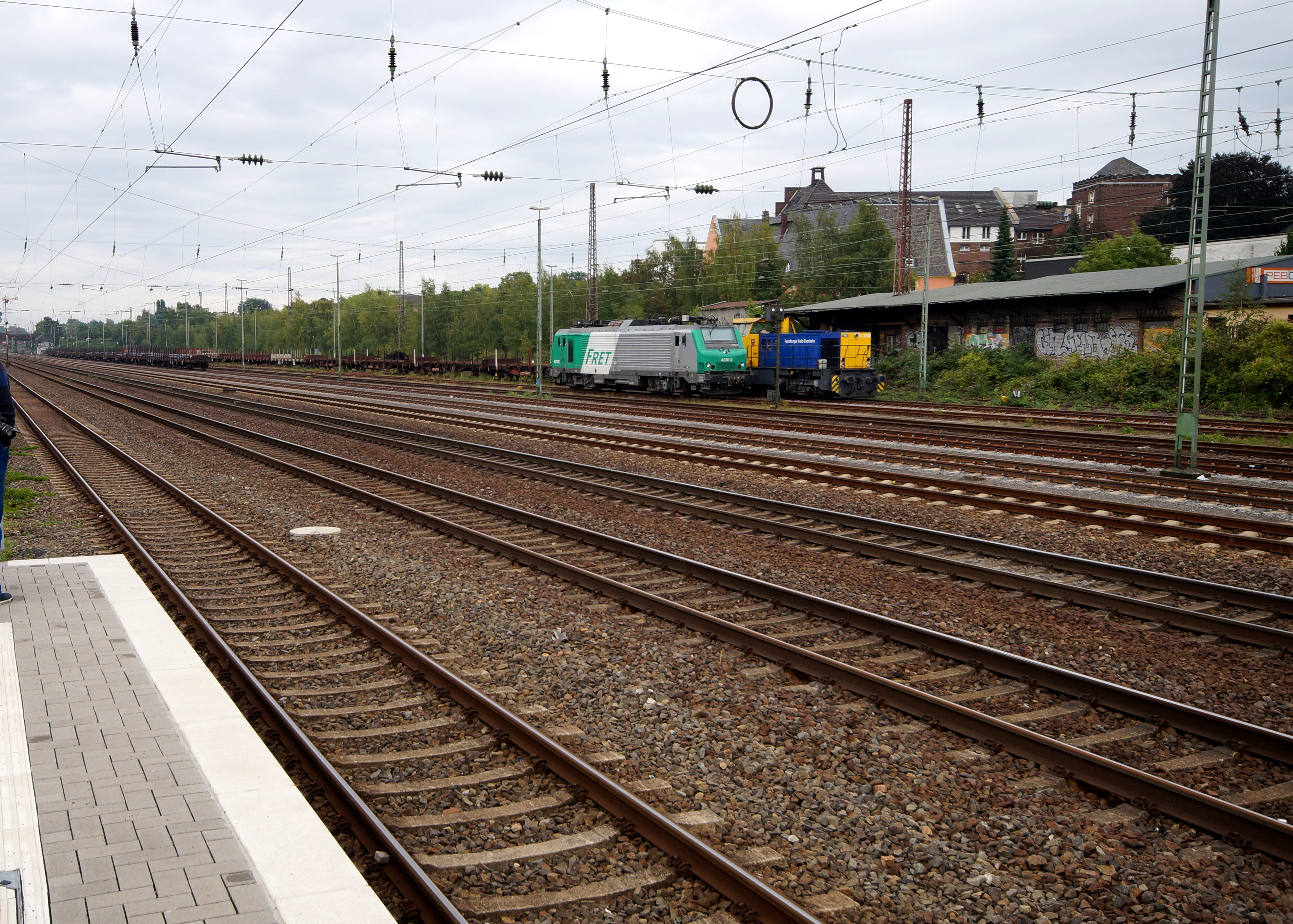
Blick auf die Gütergleise

## Bedienung
Der Bahnhof wird nicht vom Schienenpersonenfernverkehr bedient. Im Schienenpersonennahverkehr hält eine Linie der S-Bahn Rhein-Ruhr. Bis 1983 gab es auch Personenverkehr zwischen Duisburg und Düsseldorf-Rath.
| Linie | Verlauf | Takt |
| ----- | --- | --- |
| S 6   | Essen Hbf – Essen Süd – E-Stadtwald – E-Hügel – E-Werden – Kettwig – Kettwig Stausee – Hösel – Ratingen Ost – D-Rath – D-Rath Mitte – D-Derendorf – D-Zoo – D-Wehrhahn – Düsseldorf Hbf – D-Volksgarten – D-Oberbilk – D-Eller Süd – D-Reisholz – D-Benrath – D-Garath – D-Hellerhof – Langenfeld-Berghausen – Langenfeld (Rheinland) – Lev.-Rheindorf – Lev.-Küppersteg – Leverkusen Mitte – Lev.-Chempark – K-Stammheim – K-Mülheim – K-Buchforst – K-Messe/Deutz – Köln Hbf – K-Hansaring – K-Nippes (– K-Geldernstr./Parkgürtel – K-Longerich – K-Volkhovener Weg – K-Chorweiler – K-Chorweiler Nord – K-Blumenberg – K-Worringen) Stand: Fahrplanwechsel Dezember 2023 | 20 min (werktags) 30 min (sonn-/feiertags, Essen–Düsseldorf auch samstags) Nippes–Worringen nur werktags 5–20 Uhr und sonn-/feiertags 11–21 Uhr |

Zusätzlich wird der Bahnhof im öffentlichen Personennahverkehr von jeweils einer Linie der Stadtbahn Düsseldorf und der Straßenbahn Düsseldorf sowie von einer Buslinie angefahren.
| Linie | Verlauf | Takt   |
| ----- | --- | ------ |
|       | D-Rath – Rotdornstraße – D-Rath Mitte – Am Schein – Haeselerstraße – Heinrichstraße – Hansaplatz – Grunerstraße – Brehmplatz – Schillerplatz – Uhlandstraße – D-Wehrhahn – U Pempelforter Straße – U Schadowstraße – U Heinrich-Heine-Allee – U Benrather Straße – U Graf-Adolf-Platz – U Kirchplatz – D-Bilk – Suitbertusstraße – Südring – Flehe, Aachener Platz – Volmerswerther Straße – Krahkampweg – D-Volmerswerth, Hellriegelstraße3 Niederflurbetrieb der Rheinbahn; Abschnitt Rath – Heinrichstraße gehört nicht zum Düsseldorfer Nachtnetz; Betrieb nur Mo–Fr 6–20 Uhr, Sa 9–20 Uhr und 13–20 Uhr; abweichender Takt: So 13–20 Uhr alle 15 min                   | 20 min |
| 701   | D-Rath, DOME/Am Hülserhof1 – PSD Bank Dome – Wahlerstr./JVA – D-Rath 2 – D-Rath Mitte – Mörsenbroich, Heinrichstraße 3 – Derendorf – Derendorf, Rather Straße/Hochschule HSD – Pempelfort, Dreieck4 – Venloer Str. – Nordstraße – Pempelfort, Sternstraße – Stadtmitte, Schadowstraße – Steinstraße – Stadtmitte, Berliner Allee4 – D-Friedrichstadt, Helmholtzstraße – Sonnenstraße (Friedrichstadt ) – Oberbilk, Kruppstraße – D-Oberbilk – Lierenfeld, Schlesische Straße – D-Eller Mitte – Eller, Vennhauser Allee 5 Betrieb im Standardtakt der Düsseldorfer Straßenbahnen; weitere Haltestellen nur im Abschnitt 2–5, aber alle Umsteigehaltestellen sind aufgeführt. | 10 min |

Eine weitere Stadtbahnlinie bedient den S-Bahnhof Rath nicht direkt, sondern hält etwa 400 Meter östlich des Bahnhofs an der Haltestelle Rather Waldstadion. Vor der Inbetriebnahme der Wehrhahn-Linie fuhr hier die Straßenbahnlinie 712.
| Linie | Verlauf | Takt   |
| ----- | --- | ------ |
|       | Ratingen Mitte – Weststraße – Europaring – Gerhardstraße – Ratingen, Felderhof – D-Hubertushain – Hirschweg – Oberrath – Rather Waldstadion (D-Rath , 400 m) – Rather Broich – Mörsenbroicher Weg – Graf-Recke-Straße – Vautierstraße – Schlüterstraße/Arbeitsagentur – Engerstraße – Lindemannstraße – Uhlandstraße – D-Wehrhahn – U Pempelforter Straße – U Schadowstraße – U Heinrich-Heine-Allee – U Benrather Straße – U Graf-Adolf-Platz – U Kirchplatz – D-Bilk – Karolingerplatz – Auf’m Hennekamp – Uni-Kliniken – Universität Nord/Christophstraße – Südpark – Werstener Dorfstraße – Opladener Straße – Ickerswarder Straße – Elbruchstraße – Holthausen – Niederheid – Am Trippelsberg – Schöne Aussicht – Kappeler Straße – Schloss Benrath – Urdenbacher Allee – D-Benrath – D-Benrath, Betriebshof Niederflurbetrieb der Rheinbahn; Linie gehört zum Düsseldorfer Nachtnetz; Abweichender Takt: So 13–20 Uhr alle 15 min, Mo–Fr 21–23, Sa–So 20–23 Uhr, Sa 6–9 Uhr und So 9–13 Uhr alle 20 min, Sa–So 0–4 Uhr und So 5–9 Uhr alle 30 min | 10 min |